# 森特勒爾鎮區 (內布拉斯加州梅里克縣)
森特勒爾鎮區（英語：Central Township）是位於美國內布拉斯加州梅里克縣的一個行政鎮區。

## 地方資料
森特勒爾鎮區的面積為42.22平方千米，當中陸地面積為40.01平方千米，而水域面積為2.21平方千米。根據2020年美國人口普查的數據，當地共有人口62人，而人口密度為每平方千米1.47人。